# Макнэлли, Стивен
Стивен МакНэлли (англ. Stephen McNally; 29 июля 1911 — 4 июня 1994) — американский актёр, который «в 1940-1950-е годы сыграл в десятках фильмов, обычно исполняя роли злодеев, но порой играя и положительных героев».
В конце 1930-х годов «МакНэлли оставил успешную карьеру практикующего адвоката, решив изменить ход своей жизни и стать актёром». Он «впервые появился в кино, когда его возраст приближался к 30 годам».
«Его наиболее заметные роли пришли после того, как в 1946 году он сменил имя с Хорас на Стивен». «Со временем стало заметно, что он смотрится куда интереснее, когда у его персонажа мало подкупающих качеств». «Его отвратительные злодеи в таких фильмах, как «Джонни Белинда» (1948) и «Винчестер 73» (1950) стали одними из самых неизгладимых воплощений плохих парней в истории кино».
В 1940-1950-е годы он также сыграл в таких фильмах нуар, как «Крест-накрест» (1949), «Город за рекой» (1949), «Выхода нет» (1950) и «Доля секунды» (1953), а также вестернах «Похвала плохому человеку» (1956) и «Реквием по стрелку» (1956).

## Биография
НакНэлли родился 29 июля 1911 года в Нью-Йорке. После окончания юридической школы Фордхэм в Нью-Йорке он несколько лет занимался юридической практикой, после чего «решил осуществить свою давнюю мечту и стать артистом». Начав свою артистическую карьеру под своим настоящим именем Хорас МакНэлли, он сыграл в нескольких спектаклях в Нью-Йорке, а в 1942 году переехал в Лос-Анджелес.

## Карьера в кино
После подписания контракта со студией «Метро Голдвин Майер», в 1942-1943 годах МакНэлли сыграл роли отрицательных героев «в нескольких невыдающихся фильмах», таких как детективная комедия «Убийство на Центральном вокзале» (1942) и комедия с участием Лорела и Харди «Воздушные рейдеры» (1943). Под именем Хорас МакНэлли он также сыграл роли второго плана в военном мюзикле «Для меня и моей девушки», в военной драме «Тридцать секунд над Токио» (1944) и музыкальной комедии-вестерне «Девушки Харви» (1946).
В 1946 году «в его карьере наступил грандиозный подъём, после того, как он сменил актёрское имя на „Стивен МакНэлли“ и сделал свой экранный образ более грубым»; он начал играть «заметные роли как злодеев, так и „крутых“ героев».
МакНэлли особенно памятен по ролям отрицательных героев в фильмах «Джонни Белинда» (1948) и «Винчестер 73» (1950). В драме Жана Негулеско «Джонни Белинда» он сыграл негодяя, изнасиловавшего глухонемую героиню (за исполнение роли которой Джейн Уайман получила Оскар), а в классическом вестерне Энтони Манна «Винчестер 73» (1950) он исполнил роль преступника, противостоящего главному герою в исполнении Джеймса Стюарта.
В 1948-58 годах МакНэлли сыграл заметные роли в целой серии жанровых картин, этот период стал наиболее плодотворным и успешным в его карьере. В 1948 году он исполнил роль немецкого военного преступника, который скрывающется в рядах Французского иностранного легиона в Индокитае, в приключенческом триллере «Полк негодяев» (1948). В фильме нуар Роберта Сиодмака «Крест-накрест» (1949) МакНэлли сыграл небольшую положительную роль лейтенанта полиции и давнего друга главного героя (Берт Ланкастер), пытающегося предостеречь его от роковой связи с гангстерами. МакНэлли вновь предстал в положительном образе директора коммунального центра в криминальной драме «Город за рекой» (1949), рассказывающей об убийстве учителя членами молодёжной хулиганской группировки на Манхэттане. В том же году в нуаровой драме «Леди играет в азартные игры» (1949) МакНэлли сыграл владельца казино в Лас-Вегасе, который втягивает добропорядочную женщину (Барбара Стэнвик) в азартные игры.
В социальной нуаровой драме Джозефа Лео Манкевича «Выхода нет» (1950) МакНэлли исполнил важную роль главного врача отделения муниципальной больницы, который оказывает поддержку начинающему чёрнокожему коллеге (Сидни Пуатье) в условиях острого расового конфликта между жителями города. Нуаровая мелодрама «Женщина в бегах» (1950) рассказывала о директоре фабрики (МакНэлли), который стремится убить свою жену (Айда Лупино) ради её богатого наследства. В фильме нуар «Бурный прилив» (1951) речь шла о гангстере (Ричард Конте), скрывающемся на рыболовецкой лодке после убийства конкурента, в этом фильме МакНэлли сыграл копа, который ведёт розыск убийцы.
Действие послевоенного нуарового триллера Генри Хэтэуэя «Дипкурьер» (1952) разворачивается в ряде стран Восточной Европы, где американский дипкурьер (Тайрон Пауэр) случайным образом оказывается в центре тайной операции против советских агентов, которую возглавляет начальник армейской контрразведки (его роль играет МакНэлли). В детективном фильме ужасов «Чёрный замок» (1952) МакНэлли предстаёт в роли зловещего австрийского графа, во владениях которого британский джентльмен ведёт розыск своих пропавших друзей.
Нуаровый триллер «Доля секунды» (1953) рассказывает о двух сбежавших из тюрьмы преступниках (одного из них играет МакНэлли), которые берут заложников и укрываются от преследования в городе-призраке. Действие криминального триллера «Жестокая суббота» (1955) происходит в небольшом шахтёрском городке, где группа заезжих гастролёров (одного из них играет МакНэлли) планирует и осуществляет ограбление банка.
Параноидальный нуаровый триллер «Пять часов ада» (1958) рассказывает об уволенном сотруднике завода по производству ракетного топлива, который в припадке безумной мести решает взорвать завод и тем самым отравить весь город. Ему противостоит главный инженер завода (МакНэлли), жену которого (Колин Грэй) преступник захватывает в качестве заложницы. В криминальном триллере «Джонни Рокко» (1958) гангстер Тони Рокко (МакНэлли) вместе с сыном Джонни вынужден скрываться от собственной банды после того, как Джонни стал свидетелем убийства.
МакНэлли также сыграл главные роли в триллере «Зона битвы» (1952), события которого происходят на Корейской войне, в «довольно необычном вестерне Дона Сигела» «Дуэль у Сильвер-Крик» (1952), в приключенческом триллере о преследовании преступника в горах Калифорнии «Пуля ждёт» (1954), а также в вестерне Роберта Уайза «Похвала плохому человеку» (1956) с участием Джеймса Кэгни.

## Работа на телевидении
С середины 1950-х годов МакНэлли стал много работать на телевидении. «Он сыграл главные роли в паре телесериалов, но ни один из них особенно не запомнился, и не отпечатался в умах аудитории».
В 1956-1957 годах он сыграл разных персонажей в трёх сериях религиозного телесериала «Перепутье» (1956-57). В 1961 году МакНэлли исполнил главную роль газетного репортёра, который ведёт расследования случаев коррупции, в телесериале «Мишень: коррупционеры» (35 серий).
МакНэлли также сыграл в отдельных сериях таких популярных телевестернов, как «Караван повозок» (1959, 1 серия), «Техасец» (1959, 1 серия), «Речная лодка» (1960, 1 серия), «Сыромятная плеть» (1961, 1 серия), «Виргинец» (1963 и 1971, 2 серии) и «Дымок из ствола» (1967, 1 серия).
В 1964 году МакНэлли снялся в одном из фильмов сериала «Час Альфреда Хичкока», в 1965-1968 годах — в 6 сериях адвокатской драмы «Беги ради жизни», в 1968-1970 годах — в 5 сериях детективной драмы «Название игры», где расследование ведут сотрудники издательства. МакНэлли также снимался в отдельных сериях криминальных драм «Айронсайд» (1970), «Мэнникс» (1971), «Миссия невыполнима» (1969-1972, 2 серии), «ФБР» (1973), «Полицейская история» (1973-1977, 2 серии) и «Старски и Хатч» (1975-1977, 2 серии).
Свои последние роли МакНэлли сыграл в сериалах «Ангелы Чарли» (1979), «Остров фантазий» (1978-1980, 2 серии) и «Тайны Миленд-Хайтс» (1980).

## Личная жизнь
МакНэлли был женат, у него было восемь детей. Он умер 4 июня 1994 года в Беверли-Хиллс, Калифорния, от сердечной недостаточности в возрасте 80 лет.

## Основные фильмы
- 1942 — Убийство на Центральном вокзале / Grand Central Murder — «Турок»
- 1942 — Война против госпожи Хедли / The War Against Mrs. Hadley — Питерс
- 1942 — Глаза в ночи / Eyes in the Night — Габриэл Хофман
- 1942 — Для меня и моей девушки / For Me and My Gal — Мистер Вэринг
- 1942 — Новый ассистент доктора Гиллеспи / Dr. Gillespie’s New Assistant — Говард Эллвин Янг
- 1942 — Хранитель пламени / Keeper of the Flame — Фредди Риджес
- 1943 — Воздушные рейдеры / Air Raid Wardens — Дэн Мэдисон
- 1943 — Человек из Новой Зеландии / The Man from Down Under — «Дасти» Роудс
- 1944 — Американский роман / An American Romance — Тедди Рузвельт Дангос / рассказчик
- 1944 — Тридцать секунд над Токио / Thirty Seconds Over Tokyo — Лейтенант Томас «Док» Уайт
- 1945 — Заколдованная / Bewitched — Эрик Расселл
- 1946 — Девушки Харви / The Harvey Girls — «Голдаст» МакКлин
- 1946 — Мейзи отправляется в полёт / Up Goes Maisie — Тим Кингби
- 1948 — Джонни Белинда / Johnny Belinda — Локки МакКормик
- 1948 — Полк негодяев / Rogues' Regiment — Карл Рейчер
- 1949 — Город за рекой / City Across the River — Стэн Алберт
- 1949 — Леди играет в азартные игры / The Lady Gambles — Хорас Корриган
- 1949 — Крест-накрест / Criss Cross — Пит Рамирес
- 1949 — Меч в пустыне / Sword in the Desert — Дэвид Фогель
- 1950 — Женщина в бегах / Woman in Hiding — Селден Кларк
- 1950 — Винчестер 73 / Winchester '73 — Датч Генри Браун
- 1950 — Выхода нет / No Way Out — Доктор Дэн Уортон
- 1951 — Воздушный кадет / Air Cadet — Майор Джек Пейдж
- 1951 — Барабаны апачей / Apache Drums — Сэм Лидс
- 1951 — Железный человек / Iron Man — Джордж Мейсон
- 1951 — Бурный прилив / The Raging Tide — Лейтенант Келси
- 1952 — Дипкурьер / Diplomatic Courier — Полковник Марк Кэгл
- 1952 — Дуэль на Сильвер-Крик / The Duel at Silver Creek — Лайтнинг Тайрон
- 1953 — Чёрный замок / The Black Castle — Граф Карл фон Бруно
- 1953 — Доля секунды / Split Second — Сэм Херли
- 1954 — Поспеши, чтобы выжить / Make Haste to Live — Стив Блэкфорд
- 1955 — Жестокая суббота / Violent Saturday — Харпер (грабитель)
- 1956 — Похвала дурному человеку / Tribute to a Bad Man — МакНалти
- 1958 — Злодей, который ушёл на Запад / The Fiend Who Walked the West — Маршалл Франк Эмметт
- 1958 — Джонни Рокко / Johnny Rocco — Тони Рокко
- 1958 — Пять часов ада / Hell’s Five Hours — Майк Бранд
- 1960 — Чертовски быстро / Hell Bent for Leather — Деккетт
- 1965 — Реквием по стрелку / Requiem for a Gunfighter — Ред Зиммер
- 1968 — Паника в городе / Panic in the City — Джеймс Кинкейд
- 1978 — Гонщики / Hi-Riders — Мистер Льюис